# Desmoscolex chaetogaster
Desmoscolex chaetogaster är en rundmaskart som beskrevs av Richard Greeff 1869. Desmoscolex chaetogaster ingår i släktet Desmoscolex och familjen Desmoscolecidae. Inga underarter finns listade i Catalogue of Life.